# 박신우 (연출가)
박신우는 대한민국의 텔레비전 드라마 연출감독이다.

## 드라마
- 2012년 SBS 드라마스페셜 《유령》 ... 공동연출
- 2013년 SBS 월화 미니시리즈 《야왕》 ... 공동연출
- 2014년 SBS 2부작 설날특집극 《시월의 어느 멋진 날에》 ... 연출
- 2014년 SBS 주말 미니시리즈 《엔젤 아이즈》 ... 연출
- 2016년 SBS 드라마스페셜 《질투의 화신》 ... 연출
- 2018년 ~ 2019년 tvN 수목 미니시리즈 《남자친구》 ... 연출
- 2020년 tvN 주말 미니시리즈 《사이코지만 괜찮아》 ... 연출
- 2020년 ~ 2021년 kakao TV 《도시남녀의 사랑법》 ... 연출
- 2023년 tvN 월화 미니시리즈 《이로운 사기》 ... 제작
- 2025년 tvN 주말 미니시리즈 《별들에게 물어봐》 ... 연출
- 2025년 tvN 주말 미니시리즈 《미지의 서울》 ... 연출